# Omugulugwombashe

Straßenschild nach Ongulumbashe

Omugulugwombashe oder Ongulumbashe, auch Omugulu-Gwombashe, Omugulu-gwOombashe oder Omgulumbashe, offiziell laut namibischem Präsidialamt Omugulu gwOombashe, ist eine Ansiedlung im Wahlkreis Tsandi in der Region Omusati im Norden Namibias. Der Name des Ortes ist Otjiherero und bedeutet so viel wie „Bein der Giraffe“.

## Geschichte
In 1966 haben die Vereinten Nationen Südafrika das Mandat über die Verwaltung von Südwestafrika entzogen und unter eigene Verwaltung gestellt. Südafrika hat diese Resolution nicht akzeptiert. Omugulugwombashe war seit Juni 1966 ein Ausbildungslager der People’s Liberation Army of Namibia (PLAN), die den namibischen Befreiungskampf führte. Es war unter Kommando von John Ya Otto, dem 90 Auszubildende unterstanden.
Am 26. August 1966 griffen acht Kampfhubschrauber der südafrikanischen Armee die 17 zu dem Zeitpunkt dort stationierten Kämpfer der PLAN in Omugulugwombashe an. Dieser Angriff gilt als Beginn des namibischen Befreiungskampfes. In Gedenken an dieses Ereignis gilt der 26. August als Heldentag als Feiertag in Namibia. Die Vereinten Nationen gedenken an diesem Tag an das Ereignis im Rahmen des Namibiatages.
Am 26. August 2013 wurde zu Ehren des namibischen Gründungspräsidenten Sam Nujoma und zum Gedenken an den Angriff aus dem Jahr 1966 eine Statue von Sam Nujoma, errichtet durch das nordkoreanische Unternehmen Mansudae Overseas Projects, enthüllt. Die Statue kostete 284.200 Namibia-Dollar. Ein weiteres Denkmal, ebenfalls von Mansudae hergestellt, wurde im Mai 2014 enthüllt.

## Besonderheiten
Der Hochgeschwindigkeitszug der staatlichen namibischen Bahngesellschaft TransNamib trägt den Namen Omugulugwombashe Star. Zudem wurde die höchste Auszeichnung der SWAPO-Partei in Gedenken an das Ereignis Ongulumbashe-Medaille genannt.